# Aepypodius
Aepypodius là một chi chim trong họ Megapodiidae.

## Các loài
- Aepypodius arfakianus Salvadori, 1877
- Aepypodius bruijnii Oustalet, 1880